# Kwantung
Kwantung (関東州, Kantōshū, en xinès: 關東州, 关东州, Guāndōngzhōu) fou un territori que estava localitzat a la part sud de la Península de Liaodong, al nord-est de la Xina; va existir entre 1898 i 1945. Aquesta zona fou una de les nombroses concessions que la Xina va haver de realitzar a les potències estrangeres a finals del segle xix. Des de 1898 fins 1905 va pertànyer a l'Imperi Rus i des de 1905 fins 1945 a l'Imperi Japonès. El nom Kwantung significa est de Shanhaiguan, en referència a la localitat de Qinhuangdao, en l'actual província de Hebei, indret on se situava l'extrem oriental de la Gran Muralla Xinesa. El territori incloïa els ports de Lüshunkou (Port Arthur) i Dalian (Dairen).

## Història
Durant el regnat de la dinastia Qing a la Xina, la Península Liaodong pertanyia administrativament a la província de Liaoning. En 1882, la Flota de Beiyang va establir una base naval i estació de carbó en Lüshunkou (Port Arthur).
Durant la Primera Guerra Sinojaponesa (1894-1895), Japó va avançar i va ocupar la regió; en acabar de la guerra, l'àrea va ser ratificada pel Tractat de Shimonoseki i Japó va exercir una sobirania total sobre Kwantung. No obstant això, poc després Alemanya, França i Rússia van pressionar Japó perquè retornés el territori a la Xina; aquest esdeveniment va ser anomenat la Triple Intervenció.
El desembre de 1897, diverses embarcacions russes s'estableixen en Port Arthur; posteriorment el març de 1898 Rússia obté el territori a través d'un arrendament amb Xina. Aquesta àrea s'estenia sobre la costa nord de la badia de Yadang, en el costat occidental de la península. La part nord de la península va ser convertida en un territori neutral en què Xina no podia fer concessions a altres països. En aquell mateix any Rússia començaria amb la construcció d'un ferrocarril des de Port Arthur en direcció nord. Rússia va convertir Port Arthur en una base naval, i en 1899 van fundar la ciutat de Dal'niy (que significa “distant” o “remot”), i que es convertiria a la ciutat de Dalian.
Posteriorment, amb la derrota russa en la Guerra russojaponesa i la signatura del Tractat de Portsmouth en 1905, Japó es convertiria en el nou arrendatari del territori. A més, Japó va obtenir drets extraterritorials de les regions al nord del territori adjacent als 885 quilòmetres del Ferrocarril de Manxúria del Sud, que va ser ampliada fins a Changchun. Aquests drets, juntament amb el ferrocarril i diverses línies, van passar a la corporació coneguda com la Companyia del Ferrocarril de Manxúria del Sud.
L'Imperi del Japó va establir el càrrec de Governador General de Kwantung (關東都督府, Kantō Totokufu) perquè administrés el nou territori, mentre que la defensa del mateix i del ferrocarril quedava a càrrec de la Guarnició de Kwantung. En negociacions amb la República de la Xina sota les 21 exigències, els termes del lloguer van ser estesos a 99 anys o fins a 1997.
Amb la fundació de l'estat titella de Manchukuo en 1932, Japó va considerar la sobirania del territori arrendat com transferida de la Xina a Manxukuo. Un nou acord d'arrendament va ser contractat entre el Japó i el govern de Manxukuo, pel qual Japó va lliurar la zona del Ferrocarril de Manxúria del Sud a Manxukuo; no obstant això, Japó va retenir el territori arrendat de Kwantung a part del nominalment independent Manxukuo fins al seu lliurament al final de la Segona Guerra Mundial el 1945. El territori va passar a quedar sota ocupació militar soviètica fins al 1955, quan la Unió Soviètica va lliurar la base naval a la República Popular de la Xina.

## Administració

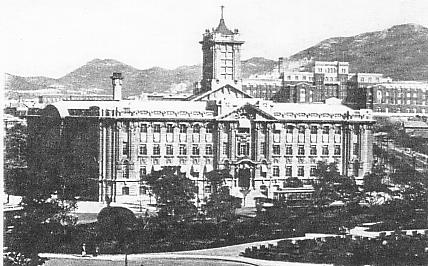
Ajuntament de Dalian

En una reorganització de 1919, la Guarnició Kwantung va ser denominada Exèrcit de Kwantung i separada de l'administració civil del territori, que va ser anomenat Departament de Kwantung (関東庁 o Kantō-cho). En un inici, el Kantō-cho informava directament a l'oficina del Primer Ministre del Japó; després, va estar subordinat al Ministeri d'Afers Colonials. Internament, l'àrea arrendada en Kwantung fou dividida en dos districtes, amb dues ciutats i nou pobles. Els edils eren parcialment triats i parcialment nomenats pel governador.

## Economia

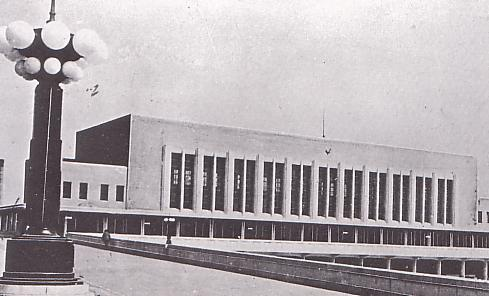
Estació de Dalian

La inversió massiva de capital estava concentrada en Dalian (aleshores capital del territori), i al seu l'interior les empreses japoneses van desenvolupar una infraestructura industrial significativa, així com un port de primera classe fora del mediocre port natural. Les instal·lacions del port en Dalian i la seva condició de port lliure la van convertir en la principal porta d'entrada al comerç amb el nord-est de la Xina. La Companyia del Ferrocarril del Sud de Manxúria tenia la seva seu central en Dalian i alguns dels beneficis de les seves operacions van ser canalitzats per a la transformació de Dalian en una ciutat aparador, amb una moderna planificació urbana i arquitectura moderna que incloïa hospitals, universitats i una gran zona industrial.

## Governadors generals

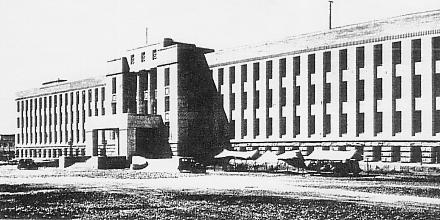
Oficina de la Prefectura de Kwantung

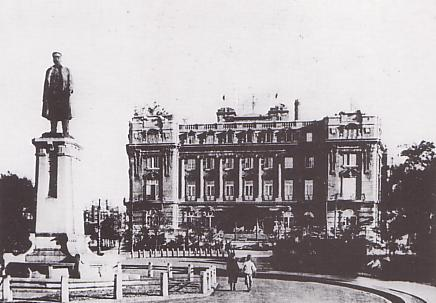
Hotel Yamato a Dalian

| #  | Nom                            | Inici                  | Final                  |
| -- | ------------------------------ | ---------------------- | ---------------------- |
| 1  | Yoshimasa Ōshima (大島義昌)    | 10 d'octubre de 1905   | 26 d'abril de 1912     |
| 2  | Yasumasa Fukushima (福島安正)  | 26 d'abril de 1912     | 15 de setembre de 1914 |
| 3  | Akira Nakamura (中村覚)        | 15 de setembre de 1914 | 31 de juliol de 1917   |
| 4  | Yujiro Nakamura (中村雄次郎)   | 31 de juliol de 1917   | 12 d'abril de 1919     |
| 5  | Gonsuke Hayashi (林権助)       | 12 d'abril de 1919     | 24 de maig de 1920     |
| 6  | Isaburo Yamagata (山県伊三郎)  | 24 de maig de 1920     | 8 de setembre de 1922  |
| 7  | Ijuin Hikokichi (伊集院彦吉)   | 8 de setembre de 1922  | 19 de setembre de 1923 |
| 8  | Hideo Kodama (児玉秀雄)        | 26 de setembre de 1923 | 17 de desembre de 1927 |
| 9  | Kenjiro Kinoshita (木下謙次郎) | 17 de desembre de 1927 | 17 d'agost de 1929     |
| 10 | Masahiro Ota (太田政弘)        | 17 d'agost de 1929     | 16 de gener de 1931    |
| 11 | Seiji Tsukamoto (塚本清治)     | 16 de gener de 1931    | 11 de gener de 1932    |
| 12 | Mannosuke Yamaoka (山岡万之助) | 11 de gener de 1932    | 8 d'agost de 1932      |
| 13 | Nobuyoshi Mutō (武藤信義)      | 9 d'agost de 1932      | 28 de juliol de 1933   |
| 14 | Takashi Hishikari (菱刈隆)     | 28 de juliol de 1933   | 10 de desembre de 1934 |
| 15 | Jirō Minami (南次郎)           | 10 de desembre de 1934 | 6 de març de 1936      |
| 16 | Kenkichi Ueda (植田謙吉)       | 6 de març de 1936      | 7 de setembre de 1939  |
| 17 | Yoshijirō Umezu (梅津美治郎)   | 7 de setembre de 1939  | 18 de juliol de 1944   |
| 18 | Otozō Yamada (山田乙三)        | 18 de juliol de 1944   | 28 d'agost de 1945     |